# Dicranomyia brevissima
Dicranomyia brevissima är en tvåvingeart som beskrevs av Alexander 1925. Dicranomyia brevissima ingår i släktet Dicranomyia och familjen småharkrankar. Inga underarter finns listade i Catalogue of Life.